# Liste der Kulturdenkmale in Alt Olvenstedt
In der Liste der Kulturdenkmale in Alt Olvenstedt sind alle Kulturdenkmale des zur Stadt Magdeburg gehörenden Stadtteils Alt Olvenstedt aufgelistet. Grundlage ist das Denkmalverzeichnis des Landes Sachsen-Anhalt, das auf Basis des Denkmalschutzgesetzes vom 21. Oktober 1991 erstellt und seither laufend ergänzt wurde (Stand: 31. Dezember 2024).

## Denkmale
| Lage                             | Bezeichnung                       | Beschreibung | Erfassungs- nummer | Ausweisungsart | Bild                              |
| -------------------------------- | --------------------------------- | --- | ------------------ | -------------- | --------------------------------- |
| Agrarstraße 23 (Karte)           | Taubenturm                        | Taubenturm Der Taubenturm wurde im Jahre 1921 aus Ziegeln erbaut. | 094 81881          | Baudenkmal     | BW                                |
| Am Freiheitsplatz 1 (Karte)      | Bauernhof                         | Bauernhof Der Dreiseithof wurde um 1860/1870 erbaut, wobei wahrscheinlich vorher hier schon ein Bauernhof stand. Zum Hof führen zwei Tordurchfahrten und eine Pforte. | 094 81901          | Baudenkmal     | Bauernhof                         |
| Am Freiheitsplatz (Karte)        | Kriegerdenkmal Alt Olvenstedt     | Kriegerdenkmal Das Kriegerdenkmal erinnert an die Gefallenen des Ersten Weltkrieges. | 094 81900          | Baudenkmal     | Kriegerdenkmal Alt Olvenstedt     |
| Am Freihof 4 (Karte)             | Wohnhaus Am Freihof 4             | Wohnhaus Das zweigeschossige Haus im Stil des Neobarock entstand in der Zeit um 1880/1890. | 094 81883          | Baudenkmal     | Wohnhaus Am Freihof 4             |
| Am Freihof 10 (Karte)            | Toranlage Am Freihof 10           | Toranlage Die Toranlage stammt aus der ersten Hälfte des 19. Jahrhunderts. | 094 81884          | Baudenkmal     | Toranlage Am Freihof 10           |
| Bauernstraße 11 (Karte)          | Wohnhaus Bauernstraße 11          | Wohnhaus In der Zeit zwischen 1850 und 1870 erbautes zweigeschossiges Wohnhaus. | 094 81885          | Baudenkmal     | Wohnhaus Bauernstraße 11          |
| Dorfstraße 1 (Karte)             | Stall Dorfstraße 1                | Stall zweigeschossiges Stallgebäude mit Fachwerkobergeschoss vom Ende des 18./Ende des 19. Jahrhunderts | 094 81886          | Baudenkmal     | Stall Dorfstraße 1                |
| Dorfstraße 2 (Karte)             | Bauernhof                         | Bauernhof | 094 81887          | Baudenkmal     | Bauernhof                         |
| Dorfstraße 4 (Karte)             | Wohnhaus Dorfstraße 4             | Wohnhaus zweigeschossiges Wohngebäude eines Großbauern aus dem Jahr 1848, nach Umbauten mit Fassade im Stil des Neoklassizismus mit Elementen des Jugendstils | 094 81888          | Baudenkmal     | Wohnhaus Dorfstraße 4             |
| Dorfstraße 6 (Karte)             | Inschriftentafel                  | Inschriftentafel Die Tafel erinnert an den Großbrand in Olvenstedt im Jahr 1807. Nach Abriss des Gebäudes wurde die Tafel eingelagert. | 094 81889          | Baudenkmal     | BW                                |
| Dorfstraße 18 (Karte)            | Wohnhaus                          | Wohnhaus Bildet seit Februar 2010 mit Nr. 18a ein Grundstück, Im Jahr 2021 wurde die 18a mit der Nummer 094 81895 als eigenes Objekt aus dem Denkmalverzeichnis gestrichen, dabei allerdings als Nummer 18 bezeichnet. Beide Teile bilden seitdem ein Denkmal. | 094 81894          | Baudenkmal     | Wohnhaus                          |
| Dorfstraße 19 (Karte)            | Wohnhaus                          | Wohnhaus | 094 81896          | Baudenkmal     | Wohnhaus                          |
| Dorfstraße 23 (Karte)            | Wohnhaus                          | Wohnhaus | 094 81897          | Baudenkmal     | Wohnhaus                          |
| Dorfstraße 24 (Karte)            | Bauernhof Dorfstraße 24           | Bauernhof Großer Vierseitenhof mit Torhaus aus der Zeit um 1800. | 094 81898          | Baudenkmal     | Bauernhof Dorfstraße 24           |
| Grüne Gasse 3 (Karte)            | Wohnhaus Grüne Gasse 3            | Wohnhaus schlichtes ländliches Wohnhaus mit Inschrift von 1789 | 094 81902          | Baudenkmal     | Wohnhaus Grüne Gasse 3            |
| Helmstedter Chaussee 10 (Karte)  | Villa                             | Villa Die Villa wurde um 1880/1890 erbaut. Es ist ein quaderförmiger Bau mit zwei Geschossen und einem Flachdach. Die Fassade ist geprägt von einem Risalit im Stil der Neorenaissance und Fensterverdachungen. | 094 82726          | Baudenkmal     | Villa                             |
| Helmstedter Chaussee 16 (Karte)  | Schulzehof                        | Der Schulzehof ist ein ehemaliger Gutshof. Zum Schulzehof gehört eine zweigeschossige, 1894 erbaute Villa. Die Fassade ist geprägt von einem linken, zweiachsigen Risalit und einem rechten dreiachsigen Risalit. Über den Risaliten befinden sich Dacherker und zwischen den Dacherkern drei Dachhäuser. In der Mitte des Gebäudes findet sich eine von Säulen getragene Halle mit einer darüberliegenden Terrasse. In die Säulenhalle führt eine Freitreppe. Zum Gut gehören noch ein Wirtschaftsgebäude und zweigeschossiges Wohnhaus. | 094 81904          | Baudenkmal     | Schulzehof                        |
| Helmstedter Chaussee 17 (Karte)  | Schule                            | Schule Die Dorfschule wurde zu Teilen schon 1877 erbaut. Die Schule besteht aus zwei Gebäuden, das ältere Gebäude ist der westliche Bau. Dieser Bau ist zweigeschossig mit einem Satteldach. Der jüngere Bau wurde von 1895 bis 1896 erbaut. Es ist ein eineinhalbgeschossiger Ziegelbau mit Satteldach. | 094 81905          | Baudenkmal     | Schule                            |
| Helmstedter Chaussee 39a (Karte) | Wohnhaus Helmstedter Chaussee 39a | Wohnhaus Das Wohnhaus ist Teil eines Dreiseitenhofes. Erbaut wurde das Haus in der Mitte des 19. Jahrhunderts, allerdings ist die Fassade Ende des 19. Jahrhunderts errichtet worden. | 094 81907          | Baudenkmal     | Wohnhaus Helmstedter Chaussee 39a |
| Hirtenstraße 5 (Karte)           | Bauernhof                         | Bauernhof | 094 81908          | Baudenkmal     | Bauernhof                         |
| Kurze Gasse 2 (Karte)            | Bauernhof                         | Bauernhof | 094 81909          | Baudenkmal     | Bauernhof                         |
| Schulzentorstraße 1 (Karte)      | Bauernhof                         | Bauernhof | 094 81911          | Baudenkmal     | Bauernhof                         |
| Stephan-Schütze-Straße 1 (Karte) | Kirche                            | Kirche Die Kirche St. Laurentius wurde 1726 im Stil des Barocks erbaut, der Westturm schon im 13. Jahrhundert. Während des Zweiten Weltkrieges wurde 1945 die Kirche zerstört und wurde, allerdings schlichter, wieder aufgebaut. Auf dem Friedhof an der Kirche befindet sich alte Grabmale. | 094 81912          | Baudenkmal     | Weitere Bilder                    |
| Stephan-Schütze-Straße 1 (Karte) | Pfarrhof                          | Pfarrhof Das Pfarrhaus wurde um 1900 erbaut. Es ist ein eingeschossiges Haus mit einem winkelförmigen Grundriss. Es ist ein roter Ziegelbau mit einem Satteldach. Die im neogotischen Stil sind als Spitzbogen ausgebildet. Zum Pfarrhaus gehört eine Scheune, die wahrscheinlich um 1680 erbaut wurde. | 094 81914          | Baudenkmal     | Pfarrhof                          |

## Ehemalige Denkmale
Die nachfolgenden Objekte waren ursprünglich ebenfalls denkmalgeschützt oder wurden in der Literatur als Kulturdenkmale geführt. Die Denkmale bestehen heute jedoch nicht mehr, ihre Unterschutzstellung wurde aufgehoben oder sie werden nicht mehr als Denkmale betrachtet.
| Lage                            | Bezeichnung | Beschreibung                                                       | Erfassungs- nummer | Ausweisungsart | Bild |
| ------------------------------- | ----------- | ------------------------------------------------------------------ | ------------------ | -------------- | ---- |
| Helmstedter Chaussee 23 (Karte) | Bauernhof   | Bauernhof, wird zumindest seit 2009 nicht mehr als Denkmal geführt | 094 81906          |                | BW   |

## Legende
In den Spalten befinden sich folgende Informationen:
- Lage: Nennt den Straßennamen und wenn vorhanden die Hausnummer des Kulturdenkmals. Die Grundsortierung der Liste erfolgt nach dieser Adresse. Der Link „Karte“ führt zu verschiedenen Kartendarstellungen und nennt die geographischen Koordinaten.
Link zu einem Kartenansichtstool, um Koordinaten zu setzen. In der Kartenansicht sind Baudenkmale ohne Koordinaten mit einem roten bzw. orangen Marker dargestellt und können in der Karte gesetzt werden. Baudenkmale ohne Bild sind mit einem blauen bzw. roten Marker gekennzeichnet, Baudenkmale mit Bild mit einem grünen bzw. orangen Marker.
- Offizielle Bezeichnung: Nennt den Namen, die Bezeichnung oder zumindest die Art des Kulturdenkmals und verlinkt, soweit vorhanden, auf den Artikel zum Objekt.
- Beschreibung: Nennt bauliche und geschichtliche Einzelheiten des Kulturdenkmals, vorzugsweise die Denkmaleigenschaften.
- Erfassungsnummer: Für jedes Kulturdenkmal wird in Sachsen-Anhalt eine 20stellige Erfassungsnummer vergeben. Die letzten zwölf Ziffern werden für die Untergliederung nach Teilobjekten genutzt und werden nur angegeben, soweit vergeben. In dieser Spalte kann sich folgendes Icon  befinden, dies führt zu Angaben zu diesem Baudenkmal bei Wikidata.
- Ausweisungsart: Die Einordnung des Denkmales nach § 2 Abs. 2 DenkmSchG LSA
- Bild: Ein Bild des Denkmales, und gegebenenfalls einen Link zu weiteren Fotos des Kulturdenkmals im Medienarchiv Wikimedia Commons. Wenn man auf das Kamerasymbol klickt, können Fotos zu Kulturdenkmalen aus dieser Liste hochgeladen werden: